# Hagenow

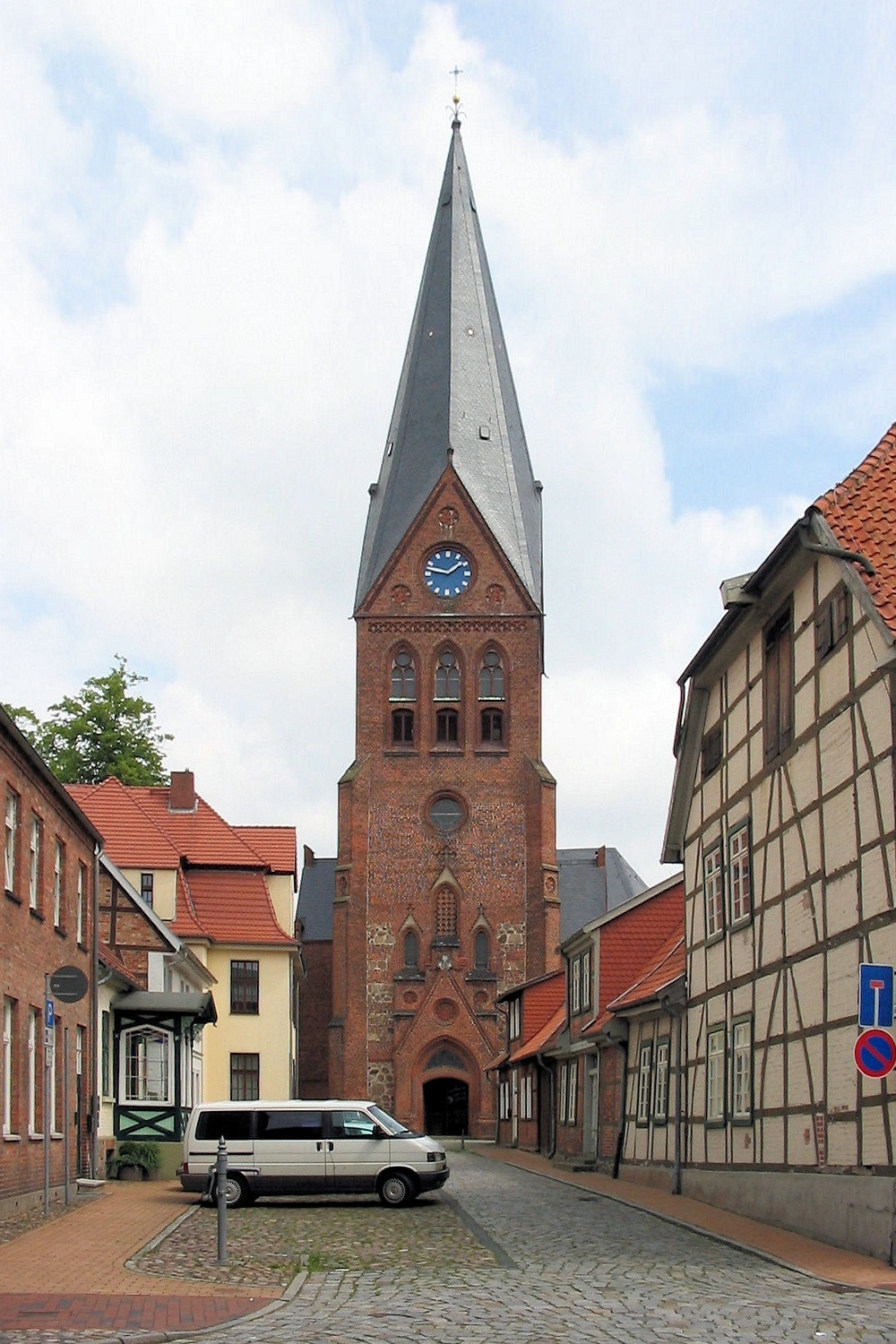
Stadtkirche

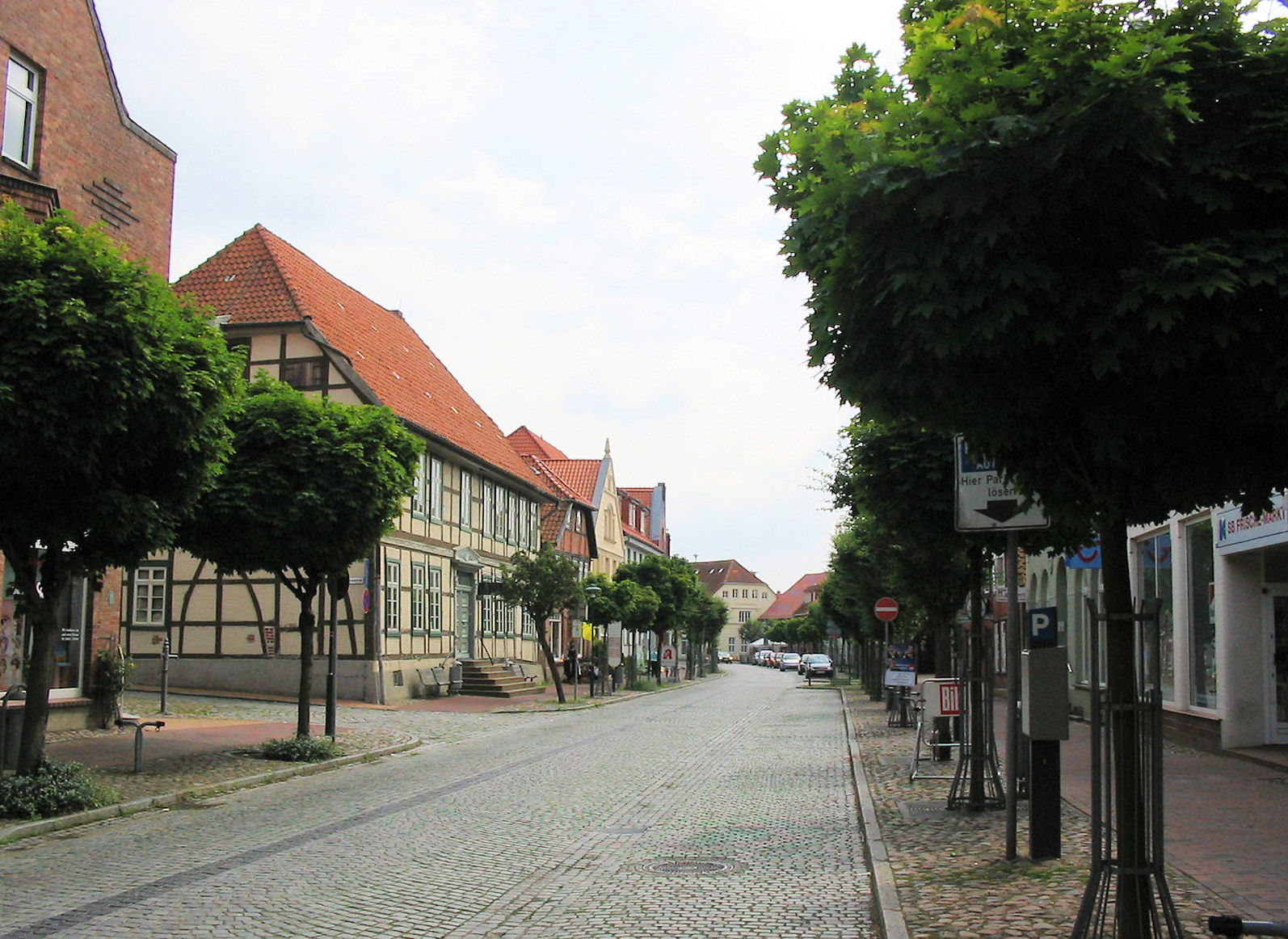
Blick in die Lange Straße

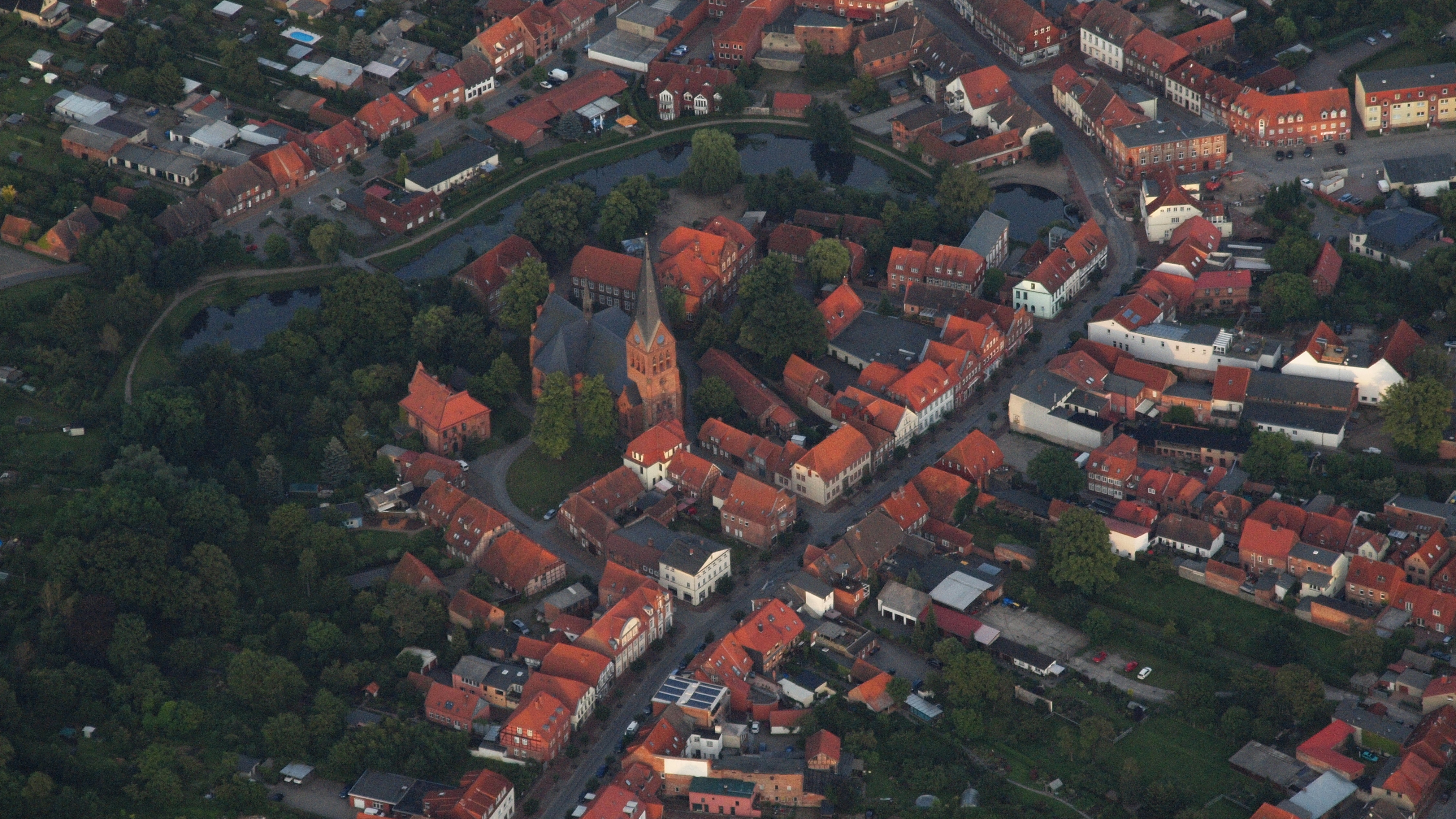
Luftaufnahme der Stadt (2014)

Hagenow ist eine Stadt im Westen Mecklenburg-Vorpommerns, rund 30 Kilometer südwestlich der Landeshauptstadt Schwerin gelegen. Hagenow ist eines der 18 Mittelzentren des Landes sowie Sitz des Amtes Hagenow-Land, darin jedoch nicht selbst amtsangehörig.
Das historische Zentrum steht beispielhaft für eine kleinere mecklenburgische Landstadt mit Fachwerkhäusern und anderen Baudenkmalen vom 17. bis 19. Jahrhundert.

## Geografie

### Geografische Lage
Hagenow befindet sich im Westen des Landkreises Ludwigslust-Parchim. Die nächstgelegenen größeren Städte sind im Nordosten Schwerin (ca. 30 km) und Wismar (ca. 65 km), und im Westen Hamburg (ca. 80 km) und Lübeck (ca. 85 km).
Die Stadt wird von der Schmaar durchflossen, die in der Innenstadt zu einem Mühlenteich aufgestaut ist.

### Stadtgliederung
Zu Hagenow gehören neben der Kernstadt die Ortsteile Granzin, Hagenow Heide, Scharbow, Viez, Zapel und die Siedlung Sudenhof.

## Geschichte

### Name
Der Name begegnet erstmals 1194 als Hachenowe, später Haghenow(e) (1316, 1326), dann Hagenowe und schließlich Hagenow. Obwohl die westslawische Genitivendung -owe (Ort des … ) eine polabische Herkunft des Namens vermuten lässt, geht die Toponomastik von einer Zusammensetzung aus dem germanischen Wort Hagen und der ebenfalls germanischen Endung ö(g), öch für Aue, Wiesenland aus. Der Name bedeutete dann sinngemäß so viel wie Eingezäuntes Wiesenland.

### Dorf im Mittelalter
Hagenow wurde erstmals im Isfriedschen Teilungsvertrag von 1194 urkundlich erwähnt. Schon damals hatte Hagenow eine Burg und eine Kirche. 1201 ging die weltliche Herrschaft über den Ort von den Grafen von Ratzeburg an die Grafen von Schwerin über. Die Kirche wird 1230 im Ratzeburger Zehntregister erwähnt, welches die damals zum Bistum Ratzeburg gehörenden Kirchgemeinden geordnet nach Kirchspielen auflistet. Noch im Jahr 1326 war Hagenow ein Dorf, als die Gräfin Merislave von Schwerin das zu ihrem Leibgedinge gehörende „dorp tu Haghenowe“ ihrem Vetter, dem Grafen Heinrich von Schwerin, überließ. 1358 kam Hagenow an die Herzöge von Mecklenburg. 1370 wurde der Ort bereits als oppidum, also als Stadt bezeichnet, blieb jedoch auch als Stadt wohl noch lange unbedeutend, da es in dem Landestheilungsregister des Jahres 1520 noch Dorf genannt wird.

### Landstadt in der Frühen Neuzeit
Die Jahre 1538, 1748 und 1766 prägten große Brände, die mehrmals fast die gesamte Bebauung zerstörten. Das älteste noch existierende Gebäude der Stadt stammt daher erst aus dem Jahr 1720. Ebenfalls bedingt durch die Brände ist letztlich auch die typische mecklenburgische Landstadtarchitektur, die die Innenstadt dominiert. 1746 wurde Hagenow als Marktflecken bezeichnet, 1754 wurde der Status als Stadt durch die offizielle Vergabe der Stadtrechte bestätigt. Hagenow wurde eine Landstadt in Mecklenburg und war bis 1918 als Teil der Städte des Mecklenburgischen Kreises auf Landtagen vertreten.
Seit etwa 1760 siedelten sich mit landesherrlicher Erlaubnis jüdische Familien an, die sich einen Friedhof errichteten und 1828 die Synagoge (heute Alte Synagoge genannt) erbauten. Der letzte Gottesdienst fand 1907 statt, die letzte Bestattung 1935.

### Wirtschaftlicher Aufschwung im 19. Jahrhundert
Später erhielt das Amt im Mecklenburgischen Kreis des Großherzogtums Mecklenburg-Schwerin den Namen der Stadt. Die Größe des 8500 Einwohner zählenden Amts betrug 4,15 Quadratmeilen. Die Stadt Hagenow selbst hatte 3400 Einwohner. Mit Beginn des 19. Jahrhunderts begann allmählich das Wachstum, ab 1846 gefördert durch die nahegelegene Trasse der Berlin-Hamburger Bahn.
Hagenow spielte im mecklenburgischen Vormärz mit der Ausweisung des Armenarztes Ernst Raber ab 1842 eine wenig rühmliche Rolle, dennoch wurde er für Hagenow 1848 in die Mecklenburgische Abgeordnetenversammlung gewählt. Hagenows Zeit im Vormärz wird regionalgeschichtlich in Mecklenburg als Hagenower Wirren bezeichnet.
Bis 1900 entstanden eine Volksschule, eine städtische Badeanstalt sowie eine Sparkasse und mehrere Zeitungsverlage. Nagelschmieden, Marktschuhmacherei, Brauerei, Brennerei, Tabakfabrikation, Färberei und Leinweberei gaben ein Einkommen. Um 1900 kamen eine Dachpappenfabrik, Dampfmahl- und Sägemühlen für die holzverarbeitende Industrie sowie eine Dampfmolkerei, die Käse herstellte, hinzu. Die Einwohnerzahl stieg auf 4109.

### Hagenow im 20. Jahrhundert
Im Jahr 1933 wurde Hagenow Kreisstadt des ab 1938 gleichnamig bezeichneten Landkreises Hagenow.
In der Zeit des Nationalsozialismus wurde die Synagoge in der Hagenstraße während der Novemberpogrome 1938 in Brand gesetzt; das Feuer wurde von Nachbarn gelöscht, die um ihre eigenen Häuser besorgt waren. Anschließend diente sie bis zum Beginn der Sanierung 2001 verschiedenen Zwecken, unter anderem als Lagerhalle. Von der jüdischen Gemeinde lebten nach den Pogromen von 1938 noch eine Familie, ein Arzt sowie ein weiterer Mann in Güstrow. Die beiden Männer waren mit Nichtjüdinnen verheiratet; die Familie wurde 1942 in das KZ Auschwitz deportiert.
Der Lehrer Karl Becker aus Lüttenmark im Kreis Hagenow gehörte bis 1933 der SPD an und blieb ein ständiger Kritiker des NS-Staates. Im Sommer 1944 erfolgte seine Festnahme durch die Gestapo. Becker ist am 17. August 1944 in der Haft umgekommen.
Bereits ab 1935 wurde vor den Toren Hagenows bei Sudenhof der Fliegerhorst Hagenow der Deutschen Luftwaffe in den Abmaßen 1150 mal 1005 Meter mit zwei Graslandebahnen, Flugzeughangars, Kasernen und einem Offizierskasino gebaut. Ab 1936 gab es eine Flugzeugbeobachter-Schule. 1937 konnten 1137 Soldaten auf dem Gelände kaserniert werden. Eine Fliegerübungsschule war von 1937 bis 1939 in Betrieb. Verschiedenste Fliegerkampfgeschwader waren zeitweise auf Fliegerhorst stationiert. Im Dezember 1943 richtete sich die Flugzeugführerschule B 35 hier ein, 1944 folgte dann noch die Jagdfliegerschule 115. (Siehe auch Flugplatz Schwerin-Görries). Zum Ende des Zweiten Weltkrieges im Mai 1945 besetzten Soldaten der US-Armee den Fliegerhorst in Hagenow. Sie wurden später von den Sowjettruppen abgelöst. Nach 1945 waren in den Kasernen Panzer-Streitkräfte der Roten Armee bis in die 90er Jahre stationiert.
Bekannt wurde der Ort durch den Titel „Fru Püttelkow ut Hagenow“ der plattdeutschen Mundartgruppe „De Plattfööt“. In der Schriftenreihe „Fiek’n hätt schräb’n ut Hagenow“, die der Ortschronist Kuno Karls herausgab, wurden lokalgeschichtliche Ereignisse beschrieben.
Von etwa 1968 bis 1988 wurden die großen Wohngebiete Neue Heimat mit 1454 Wohnungen und Kietz mit 1032 Wohnungen in Plattenbauweise erstellt. Neben der Landwirtschaft waren Sägewerke, Ziegeleien und die Käsefabrik Wirtschaftsgrundlage. 1985 wurde auf dem Bahnhof Hagenow Land ein moderner Rangierbahnhof mit 10 Richtungsgleisen und einem halbautomatischen Gleisbremsbetrieb mit Elektrodynamischen Gleisbremsen gebaut. Nach der Wiedervereinigung gab es keinen Bedarf der Kessel- und Güterwagenregulierung mehr, die Fläche der ehemaligen Ablaufanlage der DB wird seit 2023 renaturiert. 1988 betrug die Einwohnerzahl 11.600.
Nach der politischen Wende wurden ab 1991 der historische Stadtkern und seit 1996 der Kietz (Stadtumbau) im Rahmen der Städtebauförderung grundlegend saniert. Das Panzergrenadierbataillon 401 der Bundeswehr befindet sich seit dem 1. April 1991 in der Ernst-Moritz-Arndt-Kaserne.
Von 1952 bis 1994 war Hagenow Kreisstadt des gleichnamigen Kreises (bis 1990 im DDR-Bezirk Schwerin, danach im Land Mecklenburg-Vorpommern). Es war der flächenmäßig größte Kreis der DDR. 1994 wurde die Stadt in den Landkreis Ludwigslust eingegliedert. Seit der Kreisgebietsreform 2011 liegt die Stadt im Landkreis Ludwigslust-Parchim.

### Eingemeindungen
Am 1. Juli 1950 wurden die bis dahin selbstständigen Gemeinden Granzin bei Hagenow, Scharbow, Viez und Zapel eingemeindet.

## Bevölkerung
| Jahr | Einwohner |
| ---- | --------- |
| 1990 | 14.012    |
| 1995 | 12.579    |
| 2000 | 12.272    |
| 2005 | 12.235    |
| 2010 | 11.745    |
| 2015 | 11.697    |

| Jahr | Einwohner |
| ---- | --------- |
| 2020 | 12.245    |
| 2021 | 12.146    |
| 2022 | 12.399    |
| 2023 | 12.344    |

Stand: 31. Dezember des jeweiligen Jahres

## Politik

### Stadtvertretung

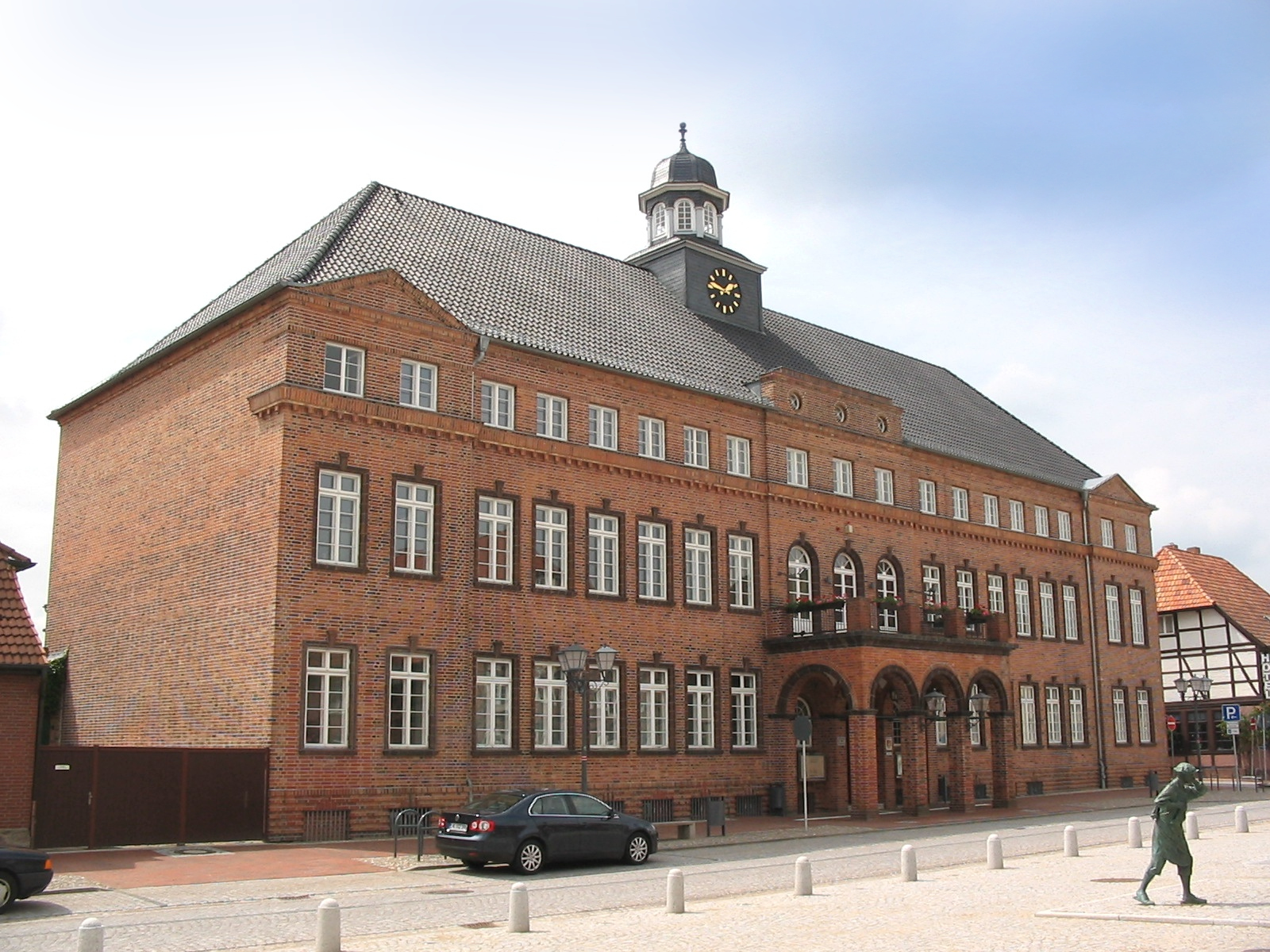
Rathaus

Die Stadtvertretung von Hagenow besteht aus 25 Mitgliedern. Die Kommunalwahl am 9. Juni 2024 führte bei einer Wahlbeteiligung von 52,6 % zu folgendem Ergebnis:
| Partei / Wählergruppe           | Stimmenanteil 2019 | Sitze 2019 |  | Stimmenanteil 2024 | Sitze 2024 |
| ------------------------------- | ------------------ | ---------- |  | ------------------ | ---------- |
| CDU                             | 30,4 %             | 7          |  | 30,2 %             | 8          |
| AfD                             | 10,9 %             | 3          |  | 22,9 %             | 6          |
| Vorwärts Altkreis Hagenow (VAH) | –                  | –          |  | 15,9 %             | 4          |
| SPD                             | 19,0 %             | 5          |  | 13,9 %             | 3          |
| Die Linke                       | 27,2 %             | 7          |  | 13,3 %             | 3          |
| FDP                             | 12,6 %             | 3          |  | 03,7 %             | 1          |
| Insgesamt                       | 100 %              | 25         |  | 100 %              | 25         |

### Bürgermeister
- Wilhelm Sager, 21. Juli 1945 bis 31. Dezember 1950
- Richard Brauer, 1. Januar 1951 bis 31. Dezember 1951
- Herbert Pohl, 1. Januar 1952 bis 19. September 1952
- Kurt Hübner, 19. September 1952 bis 15. April 1960
- Gerhard Pacholke, 1. Juni 1960 bis 31. August 1964
- Werner Lenz, 1. September 1964 bis 31. März 1970
- Erhard Feuereiß, 1. April 1970 bis 30. März 1979
- Gerhard Christen, 1. April 1979 bis 24. Juli 1985
- Gerhard Zimmermann, 25. Juli 1985 bis 31. Dezember 1989
- Karl-Heinz Becker (amtierender Bürgermeister), 1. Januar 1990 bis 10. Mai 1990
- Horst Stieg, 1. Juni 1990 bis 18. August 1993
- Wilfried Brüch (amtierender Bürgermeister), 19. August 1993 bis 5. Juli 1994
- Fritz Katlun, 6. Juli 1994 bis 30. Oktober 2001
- Gisela Schwarz, 1. November 2001 bis 31. Oktober 2015
- Thomas Möller, seit 1. November 2015

Möller wurde in der Bürgermeisterstichwahl am 14. Juni 2015 mit 57,8 Prozent der gültigen Stimmen gewählt. Am 8. Mai 2022 wurde er mit 54,6 Prozent der gültigen Stimmen für weitere sieben Jahre in seinem Amt bestätigt.

### Wappen
| Wappen der Stadt Hagenow | Blasonierung: „In Rot das Brustbild eines hersehenden, silbern behaarten Bischofs mit rot verzierter goldener Mitra und goldenem Gewand.“ |
| Wappen der Stadt Hagenow | Wappenbegründung: Das Wappen ist in Anlehnung an das Siegelbild des S(IGILLVM) OP(P)IDI HAGHENOWE – als Abdruck erstmals 1420 überliefert – gestaltet und im April 1858 festgelegt worden. Das Brustbild soll wohl auf den legendären Märtyrer-Bischof Dionysius von Paris Bezug nehmen, den Schutzpatron der Hagenower Heiligen-Geist-Kirche. Das Wappen wurde am 10. April 1858 vom Großherzog Friedrich Franz II. von Mecklenburg-Schwerin festgelegt, 1996 im Zuge der Flaggengenehmigung neu gezeichnet und unter der Nr. 49 der Wappenrolle des Landes Mecklenburg-Vorpommern registriert. |

Historische Wappen
| Wappen der Stadt Hagenow 1940–1945 | Blasonierung: „In Rot ein schreitendes silbernes Pferd.“ |
| Wappen der Stadt Hagenow 1940–1945 | Wappenbegründung: Das Wappen verlor schon bald nach dem Ende des II. Weltkrieges seine Gültigkeit. Das Wappen wurde vom Heraldiker Hans Herbert Schweitzer gestaltet und am 2. September 1940 durch den Reichsstatthalter in Mecklenburg verliehen. |

| Wappen der Stadt Hagenow 1945–1996 | Blasonierung: „In Rot .“                                  |
| Wappen der Stadt Hagenow 1945–1996 | Wappenbegründung: In DDR-Zeiten gebrauchte Wappenversion. |

### Flagge

Flagge der Stadt Hagenow

Die Flagge wurde von dem Barsbütteler Heraldiker Hans-Frieder Kühne gestaltet und am 15. März 1996 durch das Ministerium des Innern genehmigt.
Die Flagge ist Rot – Gelb (1:1) längs gestreift. Der rote Streifen ist im Obereck mit der Figur des Stadtwappens in flaggengerechter Tingierung belegt: mit dem Brustbild eines hersehenden, weiß behaarten Bischofs mit rot verzierter gelber Mitra und gelbem Gewand. Die Figur nimmt fast die Höhe des roten Streifens ein. Die Höhe des Flaggentuchs verhält sich zur Länge wie 2:3.

### Dienstsiegel
Das große und kleine Dienstsiegel zeigen das Wappen der Stadt mit der Umschrift STADT HAGENOW.

### Partnerstädte
- Mölln in Schleswig-Holstein
- Säffle in Schweden

## Sehenswürdigkeiten und Kultur

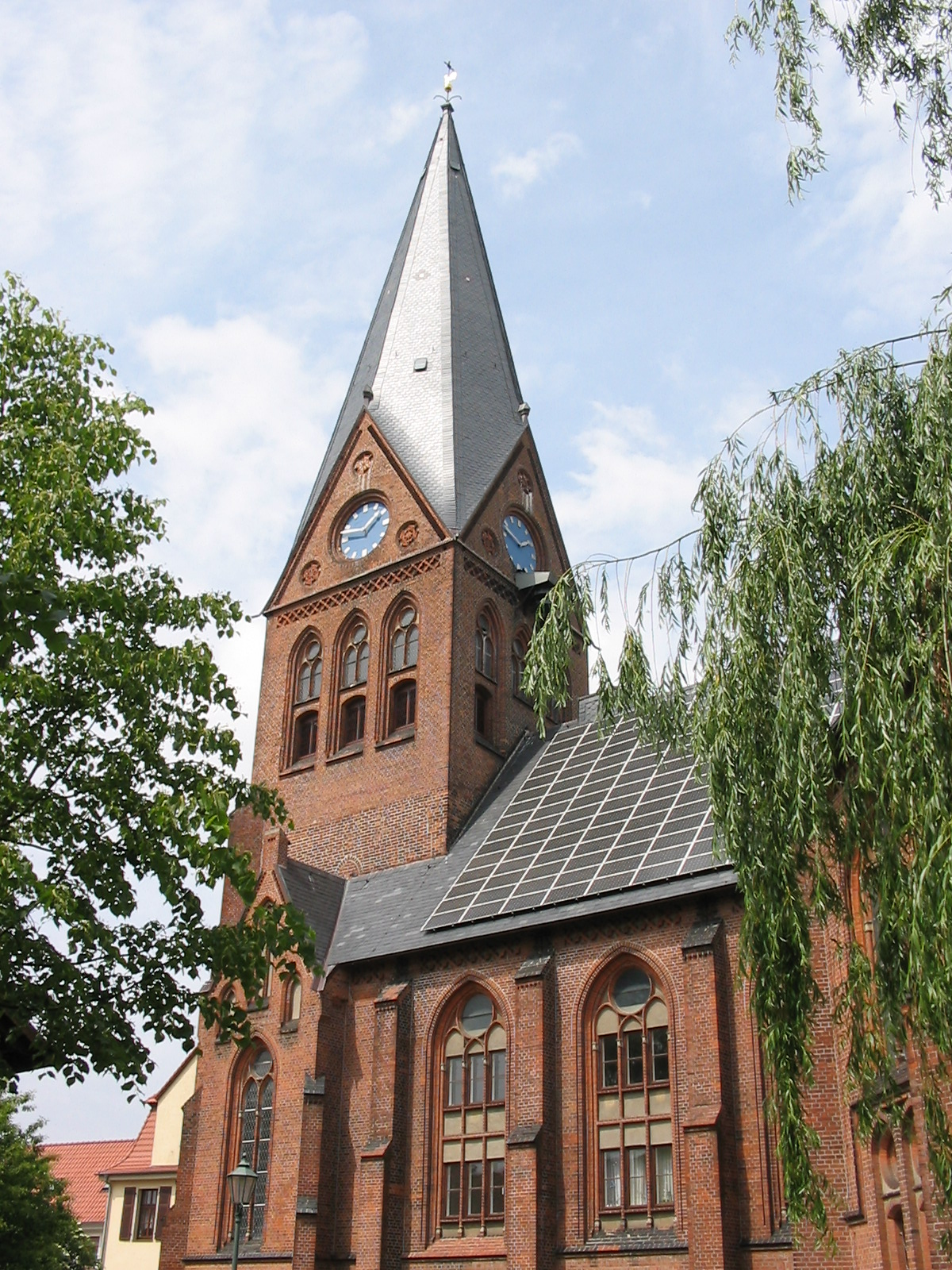
Stadtkirche

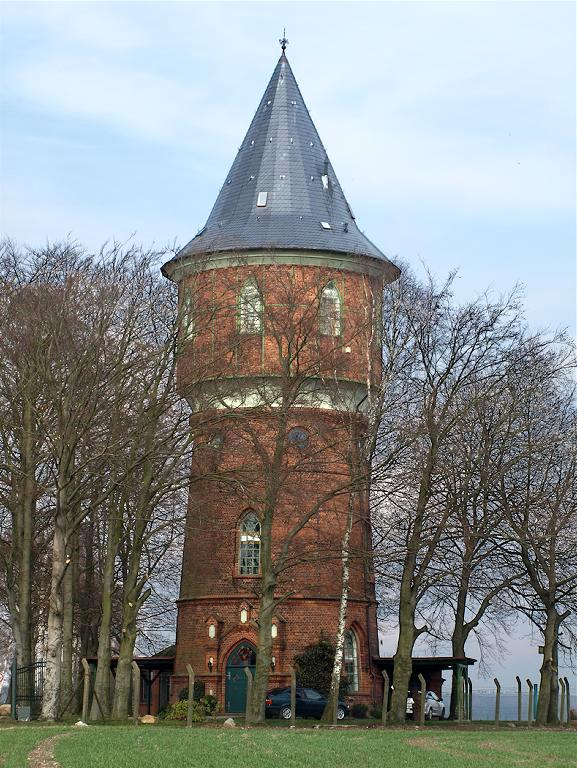
Wasserturm Hagenow

### Bauwerke
- Stadtkirche, neugotischer Bau von 1875/1879, Baumeister war Georg Daniel, den Turmneubau schuf Gustav Hamann. Sie ersetzt einen Vorgängerbau aus Felsenmauerwerk. Im Zweiten Weltkrieg wurde das Gebäude nur leicht beschädigt. Der größte Verlust war jener der Kirchturmglocke, die in den Kriegswirren verschwand und vermutlich auf dem Glockenfriedhof in Hamburg-Veddel landete, von dem sie nicht mehr zurückkam. Einige Jahre später konnte ein Ersatz beschafft werden, in der Zwischenzeit läutete lediglich eine kleine Glocke für die Kirche.

Das Gebäude wurde in den 1970er Jahren mit Hilfe eines Kirchenbauprogramms in der DDR umfangreich umgestaltet. Dabei wurde die Kirche westlich des Querhauses geteilt. Im westlich davon gelegenen Langhaus wurden Zwischendecken eingezogen und anschließend Gemeinderäume und Wohnungen eingerichtet. Der östliche Teil mit Chor und Querhaus wird seitdem weiterhin als Sakralraum genutzt, wobei die Gemeinde heute entgegen der traditionellen Ausrichtung nach Westen blickt. 1994 erhielt der Bau eine neue Orgel sowie 2001 eine Photovoltaikanlage.
- Städtischer Wasserturm Hagenow, 28 Meter hoch, Klinkerbau von 1908 mit neogotischen Fenstern. Der Stahlbehälter fasste 300 Kubikmeter Wasser. Der Turm wurde 1938 umgebaut. Seine Höhe wurde etwas reduziert. Bis in die 1970er Jahre diente er den Stadtwerken als Wasserspeicher. Nach Leerstand erfolgte in den 1990er Jahren der Umbau zu einem Wohndomizil.
- Bahnhof Hagenow Land, spätklassizistisches Gebäude von 1845/1846, gilt als bedeutender Bau dieser Stilrichtung an der Strecke.[23] Der Bahnhof galt einst als „Auswandererbahnhof“, wovon auch die Werbetafeln der Hamburg-Amerika-Linie zeugen, die auf alten Ansichtskarten zu sehen sind, die das Bauwerk zeigen. Der Keilbahnhof hatte bis zur Gründung der Deutschen Reichsbahn nach dem Ersten Weltkrieg entsprechend seiner Nutzung durch zwei Länderbahnen eine „preußische“ und eine „mecklenburgische“ Seite. Das an sich denkmalgeschützte Gebäude [24] steht leer und ist zunehmend dem Verfall preisgegeben. Die Bahnsteiganlagen wurden 1995/96 auf dem Standard von Haltestellen saniert.

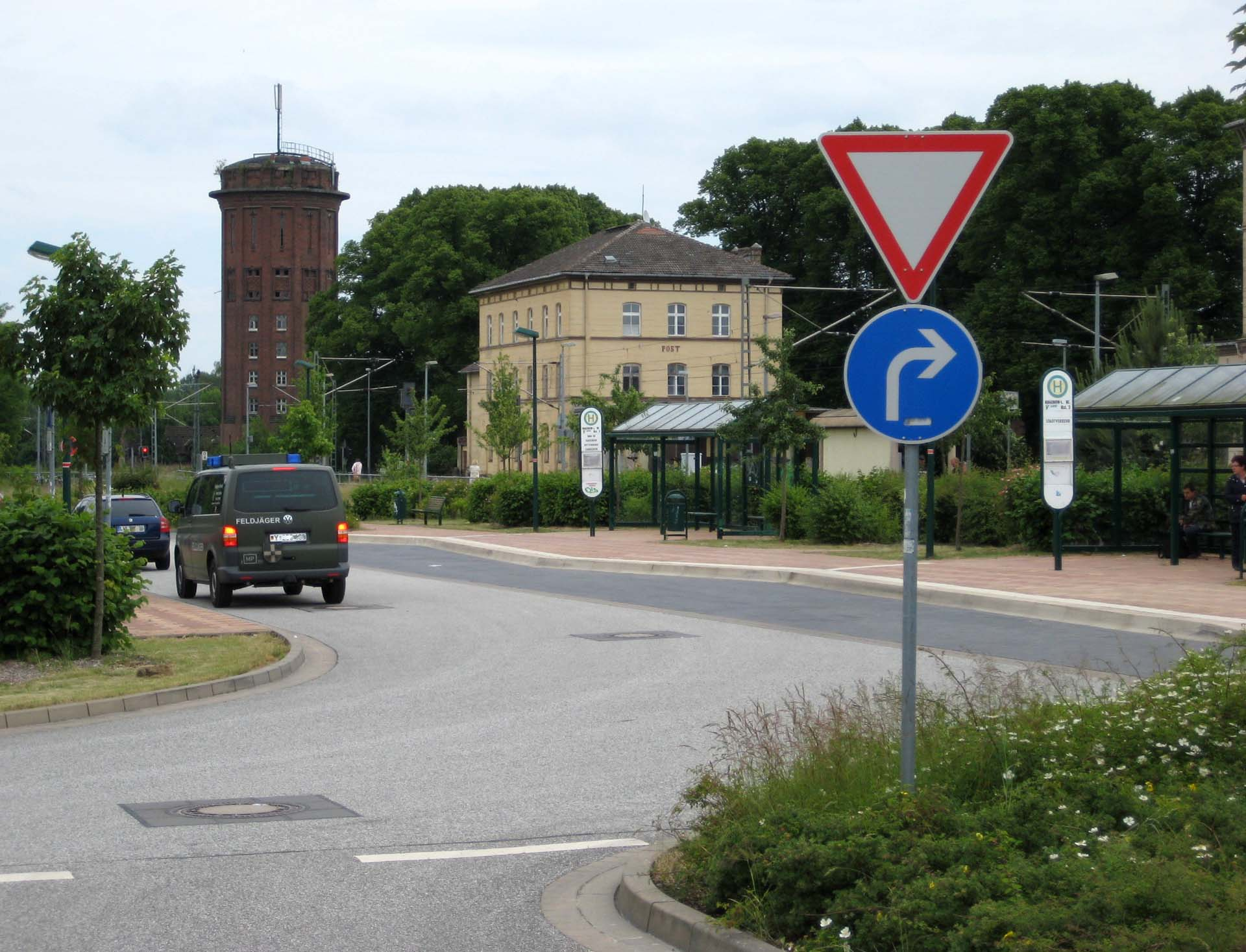
Ehemaliger Wasserturm und Postgebäude am Bahnhof

- Ehemaliger Bahnwasserturm, etwa 30 Meter hoch, nahe dem Bahnhofsgebäude. Der elfgeschossige, expressionistisch gestaltete Backsteinbau wurde 1926 errichtet.[25] Er befindet sich ebenfalls in stark verfallenem Zustand und ist denkmalgeschützt.[24]
- Lange Straße, erste Straße des Ortes, war einst mit Schlagbäumen versehen, die bis 1863 nachts geschlossen wurden. Zahlreiche sanierte Fachwerkdielenhäuser sind erhalten, unter anderem Nr. 82, das älteste erhaltene Haus der Stadt, vermutlich von 1730 (heute Stadtkrug). Der einstige Wohnsitz des Stadtsenators Jessel, 1748 erbaut, ist heute Teil des Museums.
- Bahnhofstraße mit zahlreichen repräsentativen Bauten aus der Gründerzeit: In der Bahnhofstraße 36 ist eine einzylindrige Dampfmaschine von 1902 zu besichtigen, die einst zum Antrieb eines Netzstromaggregates und von Holzbearbeitungsmaschinen diente.
- Kleinstes Haus Hagenows, um 1751 erbautes einstiges Seitenflurhaus in der Königsstraße 15

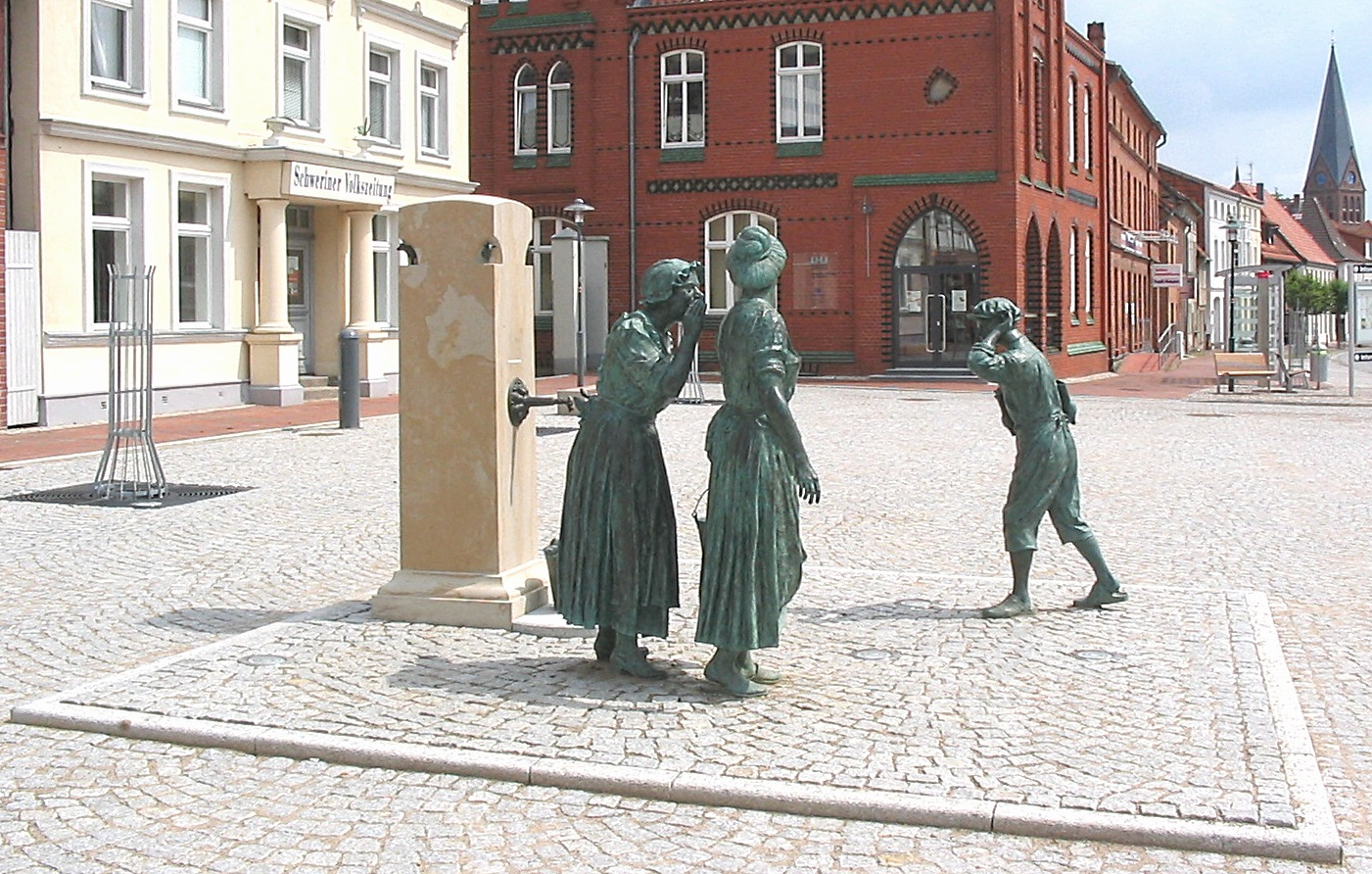
Fiek’n-Brunnen

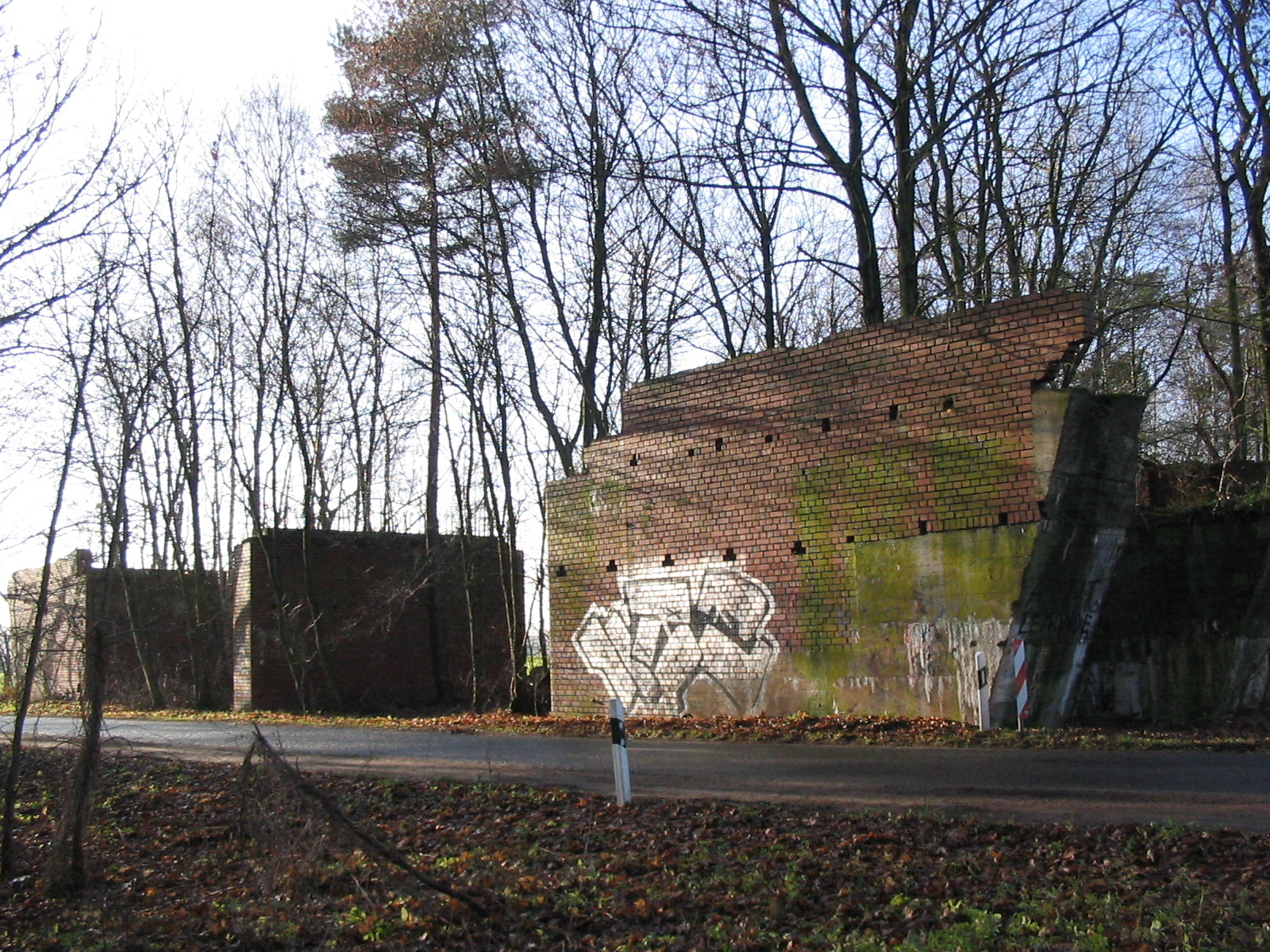
Ungenutzte Autobahnbrücke aus der ehemaligen Trassenplanung der 1930er Jahre

- „Fiek’n-Brunnen“, im Mai 2007 zum Abschluss von Umbauarbeiten auf dem Rathausvorplatz errichtet. Er besteht aus drei lebensgroßen Bronzefiguren, die vom Künstler Bernd Streiter in Berlin geschaffen wurden, und einem Trinkbrunnen, einer Säule aus Sandstein. In Szene gesetzt wurden die beiden fiktiven Figuren „Fru Püttelkow“ und Fiek’n (plattdeutsch für Sophie), die von einem Schusterjungen beim Tratschen belauscht werden. Bis 1908 stand an der Stelle des jetzigen Kunstwerks der zentrale Brunnen der Stadt.
- Brückenruine nördlich des Stadtgebiets zwischen dem Ortsteil Viez und dem Gammeliner Ortsteil Bakendorf aus den 1930er Jahren, die die Verbindungsstraße über den ursprünglich geplanten Verlauf der Reichsautobahn Hamburg–Berlin führen sollte. Die 1982 fertiggestellte Autobahn verläuft in einem nördlichen Bogen um die auf Luftbildern noch erkennbare einstige Trassenplanung.

### Museum
Das Museum für Alltagskultur der Griesen Gegend und die Alte Synagoge in der Langen Straße 79 besteht aus typischen Fachwerkgebäuden einer Landstadt des 19. Jahrhunderts. Die Grundstücke der Ackerbürgerfamilie Jessel, des Ratsdieners Rick und des Hutmachers Brandt mit Wohn- und Wirtschaftsgebäuden beherbergen heute Ausstellungen und Sammlungen zur vergangenen Alltagskultur in der Region. 2007 wurde die Synagoge der früher hier existierenden jüdischen Gemeinde in der Hagenstraße 48 als Teil des Museums und kulturelles Zentrum wiedereröffnet. Das erhalten gebliebene Ensemble der Gemeindebauten bestehend aus Synagoge, Schulhaus und Wagenschauer ist für Mecklenburg einzigartig.

### Friedhöfe und Denkmäler
Im Schützenpark steht ein kleiner Obelisk als Denkmal für die Opfer des Deutsch-Französischen Krieges 1870/71. An der Parkstraße befinden sich ein Ehrenfriedhof für die Opfer des Faschismus, auf dem 144 Opfer des KZ Wöbbelin beigesetzt sind, sowie ein Ehrenfriedhof für die Toten der Sowjetischen Armee. Links von der Ehrenmauer erinnert ein kleiner Gedenkstein an die jüdischen Opfer der Shoa, der jüdische Friedhof existiert nicht mehr. Seit 1988 erinnert eine Gedenktafel in der Hagenstraße 48 an die niedergebrannte Synagoge. Ein Gedenkstein in der Schweriner Straße erinnert an Fritz Reuter. Auf dem Lindenplatz befindet sich ein Gedenkstein für den sozialdemokratischen Antifaschisten Friedrich Heincke, der 1932 von SA-Männern erschossen wurde.

### Stolpersteine
Seit dem 25. Juli 2009 gibt es Stolpersteine in Hagenow. Diese wurden in der Langen Straße, Höhe Mühlenteich, in den Gehweg eingefasst. Damit zählt Hagenow zu den über 500 Orten in Deutschland und Europa, in denen man diese finden kann. Am 3. November 2011 kamen weitere Stolpersteine hinzu. Diese erinnern an die Opfer der NS-Zeit.

### Musik
Seit April 1973 gab es im Post- und Fernmeldeamt der Stadt die Sängervereinigung Posthorn, die eine beachtliche Chorqualität entwickelte und in großen Sendungen des DDR-Fernsehens auftrat.

## Wirtschaft und Infrastruktur

### Wirtschaft
Hagenow wurde 1991 in das Städtebauförderungsprogramm des Bundeslandes Mecklenburg-Vorpommern aufgenommen. Die Absicht bestand darin, die typische mecklenburgische Einzelhandels- und Gewerbestruktur, die die Stadt prägt, wiederzubeleben und zu erhalten. Gleichzeitig sollte so das historische Zentrum saniert und wieder attraktiver gestaltet werden. Im Ergebnis säumen heute mehr Einzelhandelsgeschäfte die Straßen der Altstadt.
Am Rande der Kernstadt befinden sich zwei große Industrie- und Gewerbegebiete, zum einen ein 46 Hektar großes an der Steegener Chaussee, wo auch drei Blockheizkraftwerke stehen und ein 62 Hektar umfassendes Gelände im Ortsteil Sudenhof entlang der Bundesstraße 321.
Ansässige Unternehmen
Die Liste beinhaltet eine Auswahl größerer Unternehmen, eine genaue Übersicht befindet sich auf der Website der Stadt.
- Carl Kühne GmbH & Co. KG
- Landmolkerei Hagenow GmbH (1990–2015 Danone GmbH Werk Hagenow, 2015–2018 B.M.G. Berliner Milcheinfuhr-Gesellschaft)[31][32]
- Mecklenburger Kartoffelveredlung GmbH (Teil der Emsland Group)[33]
- Stadtwerke Hagenow
- Lebensmitteltechnik Schulte
- Trolli GmbH Werk Hagenow

### Verkehr

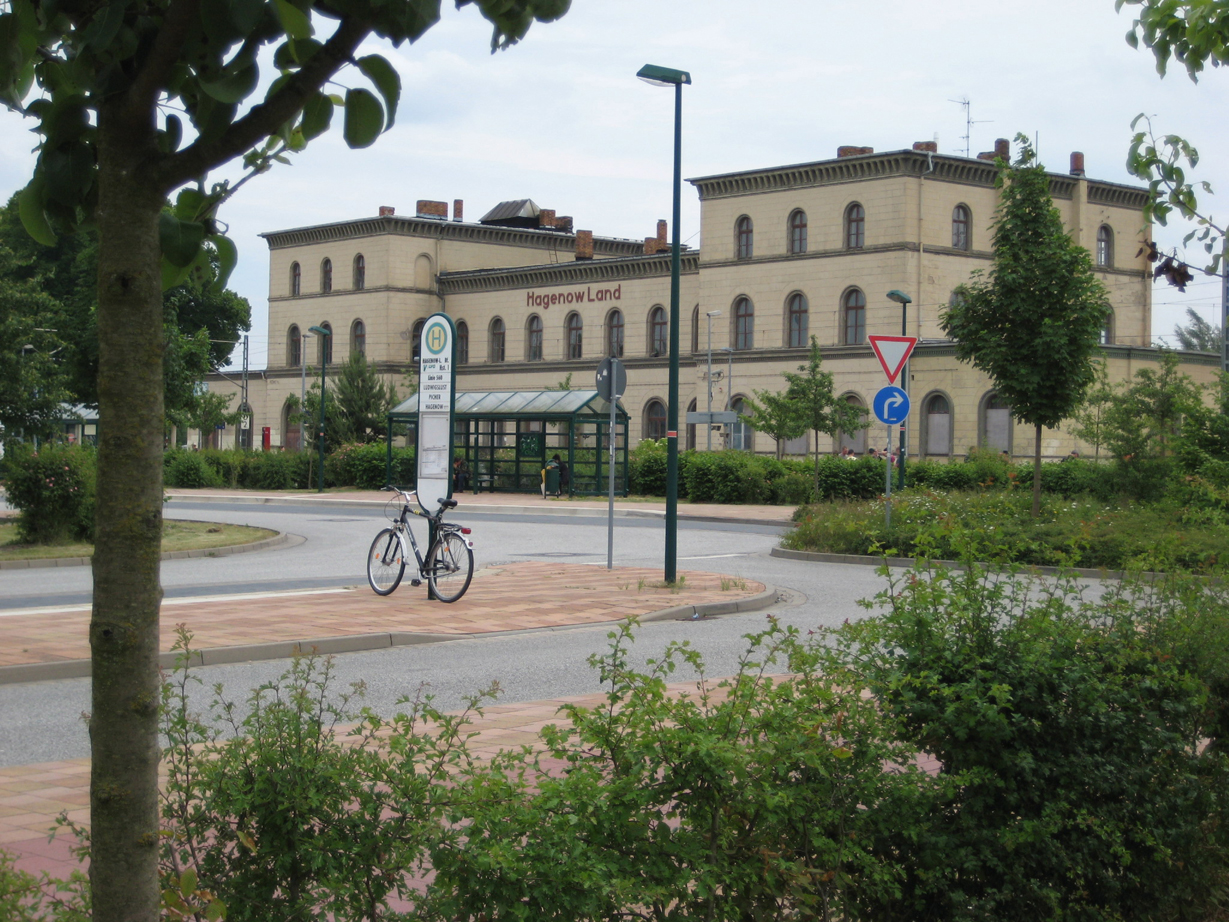
Bahnhof Hagenow Land

Hagenow liegt an der Bundesstraße B 321 zwischen Pritzier und Schwerin sowie an der Landesstraße L 04 zwischen Wittenburg und Picher. Nördlich der Stadt befindet sich die Anschlussstelle Hagenow an der Autobahn A 24 (Hamburg–Berlin).
Die Verkehrsgesellschaft Ludwigslust-Parchim mbH (VLP) betreibt in Hagenow ein 16 Linien umfassendes Busliniennetz innerhalb der Stadt und zu den umliegenden Regionen und Landkreisen. Am Bahnhof Hagenow Stadt befindet sich ein Zentraler Omnibusbahnhof.
Im Schienenverkehr wird die Stadt durch zwei Bahnhöfe erschlossen. Hagenow Land wird von der Regional-Express-Linie RE 1 (Hamburg–Rostock) bedient. Die Regionalbahnlinie RB 14 verbindet Hagenow Stadt über Hagenow Land mit Parchim.
Der ältere Bahnhof Hagenow Land wurde mit Einweihung der Bahnstrecke Berlin–Hamburg am 15. Oktober 1846 in Betrieb genommen. 1847 kam die von dort abzweigende Strecke nach Schwerin und 1894 die Kaiserbahn nach Bad Oldesloe hinzu. Beim Bau der letztgenannten Strecke wurde 1894 der zweite, nahe beim Zentrum gelegene Bahnhof Hagenow eingerichtet; er wird seit 2010 als Hagenow Stadt bezeichnet.
Nach der deutschen Teilung Ende der 1940er Jahre verkehrten die Züge auf der Strecke in Richtung Bad Oldesloe nur noch bis Zarrentin. Der Personenverkehr wurde auf dieser Verbindung im Jahr 2000 eingestellt. Der Stadtbahnhof wird seit 2002 aber wieder von der Ostdeutschen Eisenbahn als Endpunkt bzw. Beginn der Bahnstrecke in Richtung Ludwigslust und Parchim angefahren.

### Bundeswehr
Hagenow ist ein Standort der Bundeswehr. In der Ernst-Moritz-Arndt-Kaserne ist seit 1991 das Panzergrenadierbataillon 401, später das Versorgungsbataillon 142 stationiert, die der Panzergrenadierbrigade 41 in Neubrandenburg unterstehen.

### Bildung
- Grundschulen
  - Stadtschule am Mühlenteich

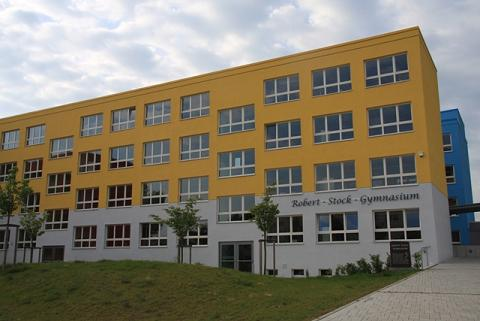
Robert-Stock-Gymnasium im Schulzentrum Hagenow

  - Evangelische Schule Dr. Eckart Schwerin
- Regionale Schule mit Grundschule: Europaschule Hagenow
- Regionale Schule Prof. Dr. Friedrich Heincke
- Robert-Stock-Gymnasium
- Förderschule Mikado H
- Förderschule Diesterwegschule
- Regionales Berufliches Bildungszentrum Hagenow

### Sport
In Hagenow sind mehrere Sportvereine ansässig. Der Hagenower SV besteht aus einer Fußball-, einer Handball-, einer Kegel-, einer Tischtennis- und einer Leichtathletikabteilung. 2011 hatte sich der SC AWO Hagenow dem Hagenower SV angeschlossen.
Der SV Hagenow e. V. ist 1990 aus der BSG Einheit Hagenow hervorgegangen und hat jeweils eine Volleyball-, Karate- und Wintersportabteilung.
Überregional trat in der Vergangenheit die zur Wende aufgelöste Fußballmannschaft der ASG Vorwärts Hagenow in Erscheinung.

## Persönlichkeiten

### Ehrenbürger
- Kuno Karls, Augenoptikermeister und Stadtchronist

### Söhne und Töchter der Stadt
- Joachim Gercken (* im 15. Jahrh.; † 1544), Kaufmann und Bürgermeister der Hansestadt Lübeck
- Heinrich Ludwig Behrens (1787–1839), Kartograph, Topograph und Offizier
- Johann Heinrich Runge (1811–1885), Orgelbaumeister
- Eduard Paschen (1815–1910), Militärarzt, zuletzt Generalarzt
- Adolph Tackert (1831–1911), Forstwirt
- Maria Kraus-Boelté, geb. Bölte (1836–1918), deutsch-amerikanische Pädagogin
- Karl Tackert (1837–1929), Kammeringenieur und Bürgermeister von Schwerin
- Ernst Fritze (1850–1941), Vizeadmiral der Kaiserlichen Marine
- Friedrich Heincke (1852–1929), Zoologe und Ozeanologe
- Karl Oderich (1856–1915), Historien-, Porträt- und Landschaftsmaler
- Robert Stock (1858–1912), Pionier auf dem Gebiet der Telekommunikation
- Heinrich Erythropel (1865–1940), Verwaltungsbeamter und Politiker (DVP)
- Marcus Runge (1865–1945), Orgelbauer
- Carl Schmidt (1868–1938), Koptologe
- Carl Schlüns (1870–1936), Ingenieur, Konstrukteur der Mercedes Elektra
- Elsbeth Huther (1885–1960), Porträt- und Landschaftsmalerin
- Richard Gaettens (1886–1965), Chemiker und Numismatiker
- August Burmeister (1888–1970), Lehrer, Museumsführer, Kunstsammler und -förderer
- Kurt Schröder (1888–1962), Dirigent und Filmkomponist
- Wilhelm Lemm (1895–nach 1945), Gärtner und Kommunalpolitiker (NSDAP)
- Adolf Hochgraefe (1896–1963), Politiker (SPD)
- Roland Brinkmann (1898–1995), Geologe
- Rudolf Krüger (1898–1968), Politiker (NSDAP)
- Wilhelm Plog (1903–1986), Publizist und Chefredakteur
- Ulrich Steinmann (1906–1983), Volkskundler, Museumsdirektor
- Karl Jasmund (1913–2003), Mineraloge
- Karl Koß (1930–2020), Autor von Hörspielen und niederdeutschen Texten
- Ingeborg Tamm (* 1939), Politikerin (CDU)
- Karl-August Kamilli (* 1945), Politiker (SDP, SPD)
- Frank Thieme (* 1947), Soziologe
- Inga Kondeyne (* 1950), Kunsthistorikerin und Galeristin
- Jürgen Gerner (* 1952), Ingenieur, automatisierte u. a. den Rangierbahnhof Hagenow Land mit Gleisbremstechnik
- Jörg Kröger (* 1955), Politiker (AfD)
- Detlef Knut (* 1956), Autor
- Heidrun Dräger (geb. Raddatz; * 1958), Politikerin (SPD)
- Andreas von Maltzahn (* 1961), mecklenburgischer Landesbischof
- Michael Timm (* 1962), Boxer
- Roland Regge-Schulz (* 1964), Cartoonist
- Anka Bergmann (1965–2025), Slavistin
- Dieter Berg (* 1966), Boxer, Europameister und Boxtrainer
- Stefan Nimke (* 1978), Radsportler
- Michael Biel (* 1980), Politiker (SPD)
- Claudia Graue (* 1981), Schauspielerin
- Markus Schmidt (* 1985), Eishockeyspieler
- Christian Winter (* 1987), Politiker (SPD)
- Patrick Ortel (* 1990), Radiomoderator
- Lukas Pägelow (* 1994), Fußballspieler

### Mit Hagenow verbundene Persönlichkeiten
- Ernst Raber (1808–1852), Arzt in Hagenow und Parlamentarier
- Waldemar Verner (1914–1982), 1945 SED Kreisvorsitzender, 1957 Chef der Volksmarine, Stellvertreter des Ministers für Nationale Verteidigung der DDR
- Walter Schlee (1915–2013), Politiker (NDPD), lebte in Hagenow

## Dokumentarfilm
- 1987: Die griese Gegend im Spiegel (DEFA-Dokumentarfilm, Regie: Christiane Hein)[37]